# Religia.tv
Religia.tv è una rete televisiva generalista polacca gestita e di proprietà di Grupa ITI che trasmette in lingua polacca. Ha terminato le trasmissioni il 31 gennaio 2015.